# Abraham Van Helsing
Il professor Abraham van Helsing è un personaggio di fantasia protagonista del romanzo Dracula (1897) di Bram Stoker. Di origine olandese, Van Helsing rappresenta l'antagonista di Dracula e dichiara una guerra senza quartiere al vampiro e ai suoi adepti. In tale veste il personaggio di Van Helsing compare in quasi quaranta opere cinematografiche o televisive ispirate più o meno direttamente al romanzo.

## Nel romanzoDraculadi Bram Stoker
Nel romanzo di Stoker, Van Helsing è un professore universitario olandese con la fama di essere un filosofo metafisico che conosce i mali dell'occulto. È maestro e mentore del dottor Seward, colui che si rende conto per primo dell'inspiegabilità del male che colpisce Lucy Westenra. Egli è un grande intellettuale, medico, letterato e filosofo, ed è con l'intelligenza e l'astuzia che sceglie di contrastare Dracula, piuttosto che con la forza bruta. Crede nell'esistenza del soprannaturale e in fenomeni quali il mesmerismo, i campi elettromagnetici e i corpi astrali.
La più grande sfida, però, è quella di convincere i propri compagni d'avventura ad accettare la presenza del soprannaturale: non sarà facile e soltanto l'incontro faccia a faccia con Lucy Westenra, morta giorni prima e ora trasformata in vampira, potrà convincere il suo razionale allievo dottor Seward.
Nel romanzo i due personaggi di Van Helsing e Dracula sono assolutamente complementari e rappresentano due modi diversi di intendere il mondo che si fronteggiano.
Nel romanzo dice di aver perso un figlio, dell'età di Arthur, e di avere una moglie "morta per me, ma non per la legge della Chiesa, sebbene abbia completamente perduto il senno".

## Versioni cinematografiche
Il personaggio di Van Helsing compare in quasi quaranta opere cinematografiche o televisive.
Nel film omonimo del 2004 Van Helsing, dove è impersonato da Hugh Jackman, il nome del cacciatore di vampiri è stato modificato da Abraham a Gabriel.
Il personaggio compare anche in Hotel Transylvania 3 - Una vacanza mostruosa, assieme a una sua bis-nipote di nome Ericka (lui è ancora in vita perché è diventato metà cyborg), nel quale sono gli antagonisti principali per poi redimersi sul finale. Nel film Hotel Transylvania - Uno scambio mostruoso vive nei sotterranei dell'hotel e grazie a uno speciale raggio trasforma Johnny in un mostro e Dracula in un umano.

### Filmografia parziale
- Dracula (Dracula), regia di Tod Browning (1931), interpretato da Edward Van Sloan
- Dracula il vampiro (Horror of Dracula), regia di Terence Fisher (1958), interpretato da Peter Cushing
- Nosferatu, il principe della notte (Nosferatu: Phantom der Nach), regia di Werner Herzog (1979), interpretato da Walter Ladengast
- Dracula di Bram Stoker (Bram Stoker's Dracula), regia di Francis Ford Coppola (1992), interpretato da Anthony Hopkins
- Dracula morto e contento (Dracula: Dead and Loving It), regia di Mel Brooks (1995), commedia, interpretato da Mel Brooks
- Dracula's Legacy - Il fascino del male (Dracula 2000), regia di Patrick Lussier (2000), interpretato da Christopher Plummer
- Van Helsing - La Missione Londinese (Van Helsing: The London Assignment), regia di Sharon Bridgeman (2004), corto - animazione, prequel del film Van Helsing del (2004)
- Van Helsing (Van Helsing), regia di Stephen Sommers (2004), interpretato da Hugh Jackman
- Van Helsing - Dracula's Revenge (Dracula 3000), regia di Darrell Roodt (2004), rivisitazione fantascientifica, interpretato da Casper Van Dien
- Hotel Transylvania 3 - Una vacanza mostruosa (Hotel Transylvania 3: Summer Vacation) (2018)
- Hotel Transylvania - Uno scambio mostruoso  (Hotel Transylvania: Transformania) (2022)